# Mirandilla
Mirandilla – gmina w Hiszpanii, w prowincji Badajoz, w Estramadurze, o powierzchni 41,59 km². W 2011 roku gmina liczyła 1362 mieszkańców.